# ۱۶۹۲ (میلادی)
۱۶۹۲ (میلادی) هزار و ششصد و نود و دومین سال تقویم میلادی است.

## زادگان
- ۸ آوریل – جوزپه تارتینی، آهنگساز ایتالیایی (د. ۱۷۷۰)